# Titidius gurupi
Titidius gurupi là một loài nhện trong họ Thomisidae.
Loài này thuộc chi Titidius. Titidius gurupi được miêu tả năm 1996 bởi Esmerio & Lise.